# 浦戸湾

浦戸湾周辺の空中写真。
。2017年撮影の31枚を合成作成。

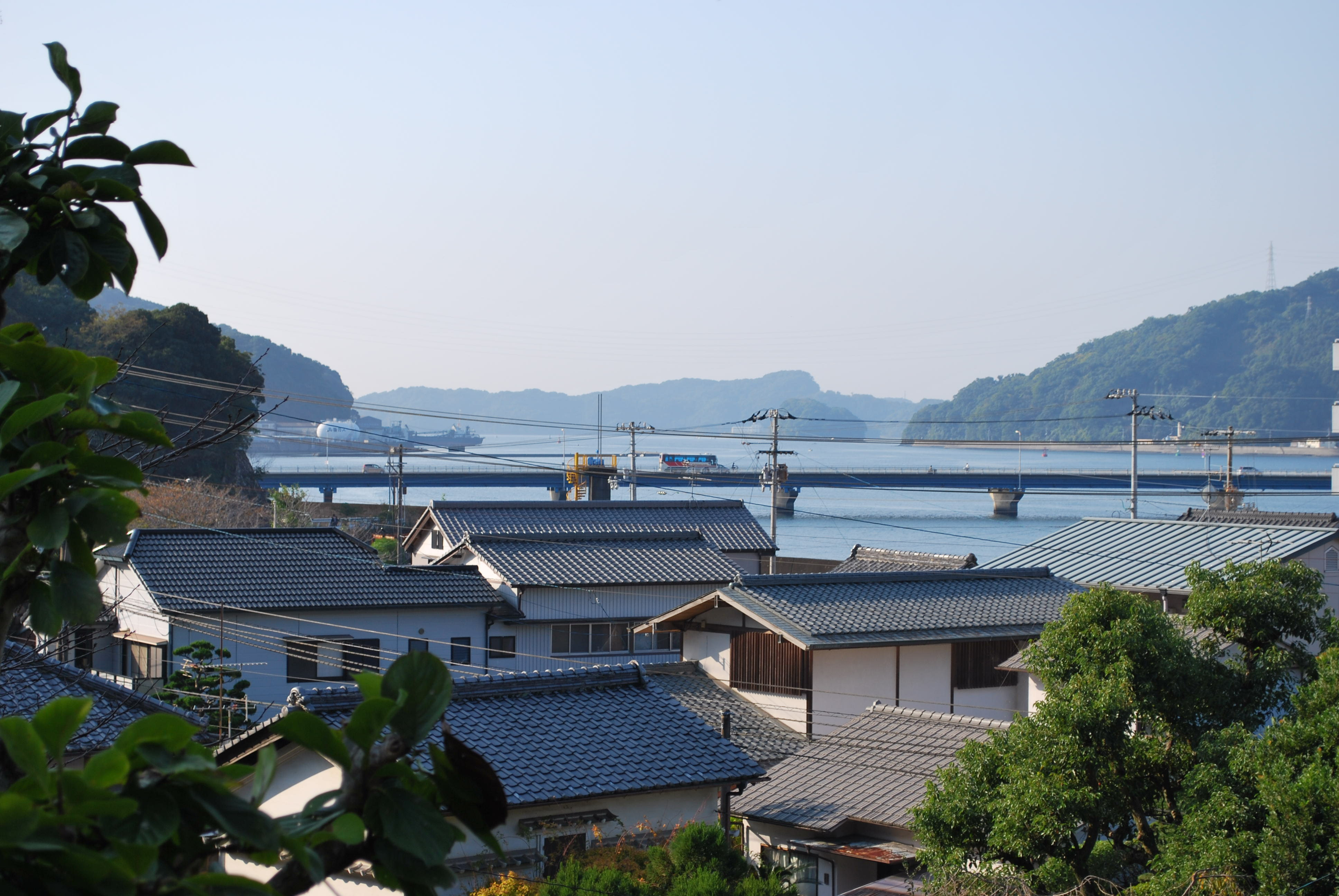
浦戸湾（吸江寺より）

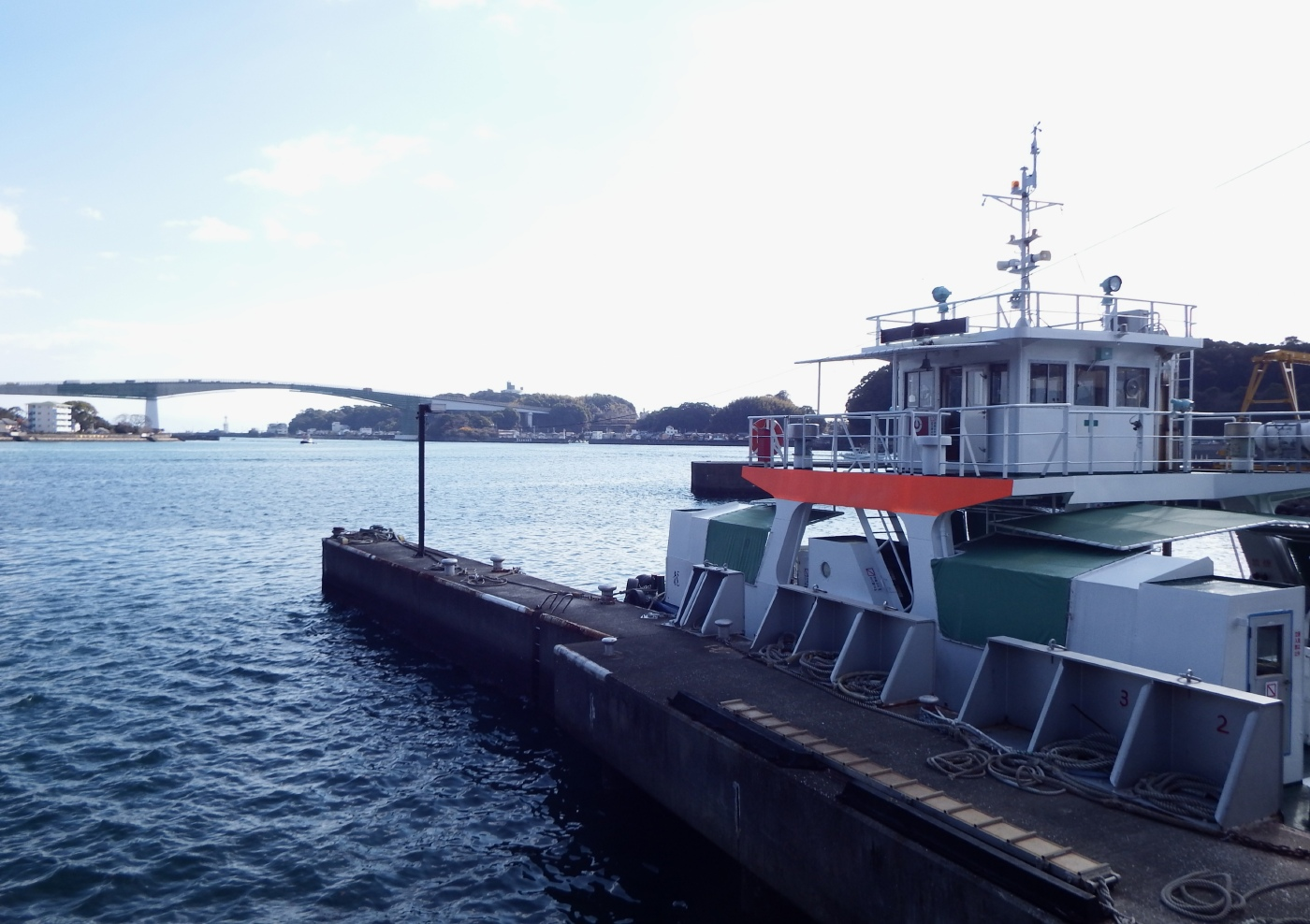
浦戸大橋と浦戸湾口のフェリー

浦戸湾（うらどわん）は、高知県高知市にある土佐湾の支湾のひとつである。浦戸湾内には高知港があり、湾口には高知新港がある。

## 地理・地形
高知市中央部南側に位置し、湾の入り口幅140m・奥行き6kmの縦長の湾である。
- 湾口幅：250m
- 面　積：7km2
- 湾内最大水深：22m
- 湾口最大水深：10m

## 近現代の歴史
- 高知市街地はこの湾によって大きく二分されているといっても過言ではない。かつては、この二分による東西の発展度合いの差をなくそうと浦戸湾の埋め立てによる新市街地を形成する予定であったが、埋め立てをすることによって市街地の洪水被害を増幅させるとの懸念の声があがった。実際に一部湾内の埋め立て工事が完成した時に、埋め立て前と埋め立て後の湾内の水位を計測したところ、埋め立て後の水位上昇が明らかに確認されたため、埋め立て造成の計画は頓挫した形となって現在に至っている。
- 1998年（平成10年）に発生した集中豪雨により、浦戸湾から東側市街地では浸水による被害が多発したが、西側の市街地ではさほど大きな被害が見られなかった。このことより湾内における東西護岸高の差が明らかになった。これは、藩政時代より浦戸湾の西側の市街地には都市機能が集中している為、護岸堤を越堤するような津波や大洪水が発生しても都市機能をマヒさせないための措置である。近代において両岸共にコンクリート製の護岸壁をそのまま堤の上に築いたが、両岸のコンクリート製護岸壁本体の高さを同じ高さで設計を行い、初期に築堤された護岸堤高までは考慮されていなかった。そのため、昔の防災機能がそのまま残った形となって、県都の都市機能マヒという最悪の事態を逃れた。現在では両岸ともに洪水等による被害を未然に防ぐための新たな設計の基で、護岸や排水ポンプ場の設置修繕工事が進められている。
- 浦戸湾は湾口が狭く、高知港に大型の船舶が入港できないことは古くからの懸念事項であった。種崎の一部を掘削して航路とし、半島の先端部分を島とする計画も持ち上がったことがあったが、住民の反対により中止された。後に、種崎の先端部分の一部を切り取ることによって一応の航路を確保された。
- 昭和期前半には水上航空機の発着場があった。
- 大東亜（太平洋）戦争の末期、本土決戦に備えて大日本帝国海軍の海軍基地が置かれ、回天（第7回天隊）と震洋（第127震洋隊）が配備されていた。回天は湾口に近い浦戸地区に配備され、震洋は湾内の数ヶ所に隠されていた。
- 終戦直後、本土決戦用に用意された大量の武器弾薬が湾内に投棄され、後に引揚げられて太平洋へ再投棄されたが、その後も手榴弾や歩兵銃が漁網にかかる事態が続いた[1]。
- 戦後、湾口に近い東岸側の仁井田地区には造船産業が集積するようになり、新高知重工・大永造船・中之島造船所などの各社の造船所が操業している。

## 交通
- 橋
  - 浦戸湾口には浦戸大橋が架橋されている。湾奥には青柳橋と新青柳橋が架橋されている。
  - 将来的には桟橋地区(わんぱーく高知の北側付近)と五台山地区(高知市中央卸売市場の北側付近)を直結する浦戸湾横断道路を建設する予定であり、弘化台～鏡川大橋の慢性的な渋滞緩和も兼ね平成12年に従来の2車線整備から4車線整備へと計画が変更された。
- 港・船舶
  - 高知港は、かつて東京航路や大阪航路の船がよく着岸されていたが近年の道路交通網の発達により航路利用者が減少し、収益が悪化したため現在に於いては定期航路を持っていない。また、湾口には高知新港があり浦戸湾に侵入出来ない大型船の着岸についてはこちらの設備を利用することとなる。不定期に外洋型の大型客船が着岸することもあり、高知新港は高知港に変わる新しい高知の海の玄関として定着している。
  - 浦戸大橋の直ぐそばを県道となる高知県営渡船が往来している。また、湾内にある高知港へ向かう貨物船や、土佐湾を漁場とする漁船の港や魚市場などがあり、船舶の往来は激しい方である。

## 流入河川
- 国分川水系
  - 国分川
  - 久万川
  - 舟入川
  - 江ノ口川
  - 丸池川

- その他
  - 鏡川
  - 竹島川
  - 新川川
  - 下田川
  - 十市川

## 湾内の島

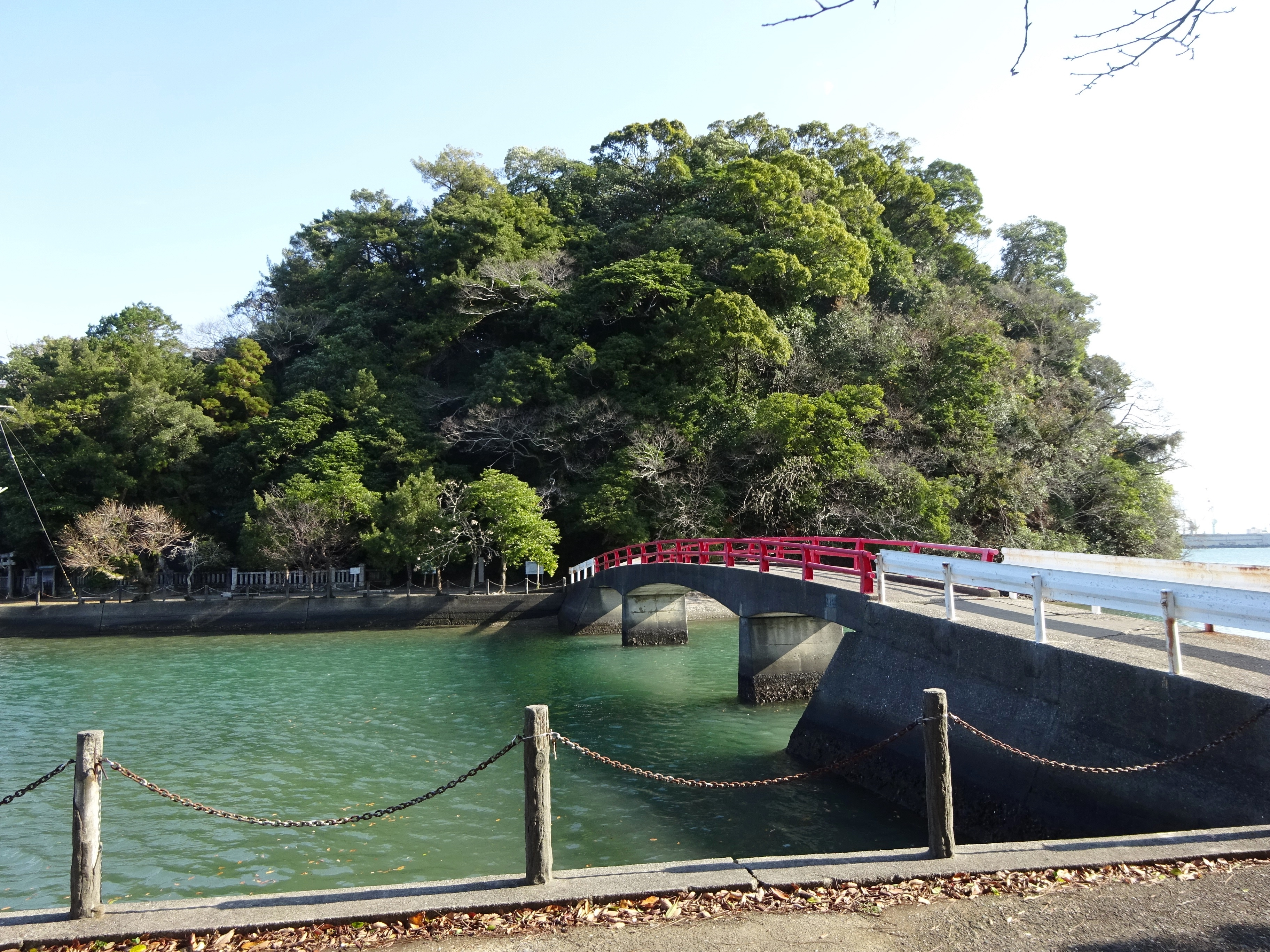
本土側より架橋されているツヅキ島

- 丸山台（丸山台公園として都市公園に指定されている。）
- 弘化台（高知市中央卸売市場が立地する人工島。）
- 玄天島（弘化台の東にある岩礁。）
- 続（つづき）島（別名：ツヅキ島） - 本土側から「衣ヶ島橋」（1970年5月竣工）で架橋されており、島内には鎮若宮八幡宮・仁井田神社がある
- 衣（きぬ）ヶ島（別名：ナガツヅキ島）
- 玉島（別名：巣山）
- 裸島
- 桟（さ）島（別名：狭島）（浦戸湾を航行する船の邪魔になるため、昭和30年代の終わり頃に爆破撤去。）
- 豪(ごうし)島(ゴウシ山)

## 自然
- 流入河川が多いため、淡水域・汽水域・海域の多様な魚がみられる。特に汽水性のものが多く、種類数は200種類以上にも及ぶ。

## 付近の名勝・景勝
- 桂浜
- 千松公園
- 種崎海水浴場
- 五台山 - 吸江寺、竹林寺